# Orotat reduktaza (NADH)
Orotat reduktaza (NADH) (EC 1.3.1.14, orotatna reduktaza (NADH), orotatna reduktaza, DHOdehaza (nespecifična), DHOD (nespecifična), DHODaza (spedifična), dihidroorotatna oksidaza, pyrD (gen)) je enzim sa sistematskim imenom (S)-dihidroorotat:NAD+ oksidoreduktaza. Ovaj enzim katalizuje sledeću hemijsku reakciju
()-dihidroorotat + + {\displaystyle \rightleftharpoons } orotat + NADH + H+
Ovaj enzim vezuje FMN, FAD i [] kluster. On se sastoji od dve podjedinice: FMN vezujuće katalitičke podjedinice, i FAD i gvožđe-sumpor vezujuće podjedinice za transfer elektrona. Reakcija, koja se odvija u citozolu, je ona je jedina redox reakcija u de-novo biosintezi pirimidinskih nukleotida. Druga klasa 1 dihidroorotatnih dehidrogenaza koristi bilo fumarat (EC 1.3.98.1) ili NADP+ (EC 1.3.1.15) kao elektronski akceptor. Membranska klasa 2 dihidroorotatnih dehidrogenaza (EC 1.3.5.2) koristi hinon kao elektronski akceptor.

## Literatura
- Nicholas C. Price; Lewis Stevens (1999). Fundamentals of Enzymology: The Cell and Molecular Biology of Catalytic Proteins (Third изд.). USA: Oxford University Press. ISBN 019850229X.
- Eric J. Toone (2006). Advances in Enzymology and Related Areas of Molecular Biology, Protein Evolution (Volume 75 изд.). Wiley-Interscience. ISBN 0471205036.
- Branden C; Tooze J. Introduction to Protein Structure. New York, NY: Garland Publishing. ISBN 0-8153-2305-0.
- Irwin H. Segel. Enzyme Kinetics: Behavior and Analysis of Rapid Equilibrium and Steady-State Enzyme Systems (Book 44 изд.). Wiley Classics Library. ISBN 0471303097.
- William P. Jencks (1987). Catalysis in Chemistry and Enzymology. Dover Publications. ISBN 0486654605.

## Spoljašnje veze
- Dihydroorotate+dehydrogenase+(NAD+) на 